# René van der Linden
Pierre René Hubert Marie van der Linden (ur. 14 grudnia 1943 w Eys w gminie Gulpen-Wittem) – holenderski polityk i ekonomista, członek obu izb Stanów Generalnych, przewodniczący Zgromadzenia Parlamentarnego Rady Europy (2005–2008) i przewodniczący Eerste Kamer (2009–2011).

## Życiorys
Z wykształcenia ekonomista, w 1970 ukończył studia w szkole wyższej Katholieke Hogeschool Tilburg w Tilburgu. Od 1969 pracował jako nauczyciel ekonomii. Jednocześnie zaangażował się w działalność polityczną w ramach Katolickiej Partii Ludowej, pełnił funkcję przewodniczącego organizacji młodzieżowej tego ugrupowania. Wraz z KVP w 1980 współtworzył Apel Chrześcijańsko-Demokratyczny.
W latach 1971–1973 pracował w ministerstwie rolnictwa i rybołówstwa, następnie do 1977 w gabinecie politycznym komisarza europejskiego Pierre’a Lardinoisa. W latach 1977–1986 i 1988–1998 sprawował mandat posła do Tweede Kamer. Pomiędzy tymi okresami w rządzie Ruuda Lubbersa od 1986 do 1988 był sekretarzem stanu do spraw zagranicznych odpowiedzialnym za współpracę europejską.
Od 1999 do 2015 zasiadał w holenderskiej izbie wyższej Stanów Generalnych, którą m.in. reprezentował w Konwencie Europejskim. Był członkiem Zgromadzenia Parlamentarnego Rady Europy, w którym w latach 1999–2005 przewodniczył frakcji Europejskiej Partii Ludowej. Od 2005 do 2008 był przewodniczącym Zgromadzenia Parlamentarnego Rady Europy. W latach 2009–2011 pełnił natomiast funkcję przewodniczącego Eerste Kamer.

## Odznaczenia
Holenderskie
- Kawaler Orderu Lwa Niderlandzkiego (1988)
- Kawaler Orderu Oranje-Nassau (1998)
- Komandor Orderu Oranje-Nassau (2007)[1]

Zagraniczne
- Krzyż Wielki Orderu Zasługi RFN (Niemcy, 1986)
- Komandor Legia Honorowej (Francja, 2007)
- Wielki Oficer Orderu Leopolda II (Belgia, 2011)[1].